# جيسون جرانجر
جيسون جرانجر (بالإسبانية: Jayson Granger) مواليد 15 سبتمبر 1989 في مونتفيدو، هو لاعب كرة سلة أمريكي. بدأ مسيرته الاحترافية في سنة 2006. يلعب مع نادي أنادولو إفيس لكرة السلة كلاعب هجوم خلفي. يحمل الرقم 15.

## المسيرة الاحترافية
لعب مع سي بي إستوديانتس في الدوري الإسباني من سنة 2006 إلى 2013، ثم لعب مع بالونكيستو مالقا من سنة 2013 إلى 2015، ثم لعب مع نادي أنادولو إفيس لكرة السلة في سنة 2015.

## إحصائيات المسيرة

### الدوري الأوروبي
| السنة   | الفريق           | لعب | بدأ | دقيقة | ميداني% | ثلاثية | حرة  | ارتداد | صنع | استلاب | تصدي | نقطة | أداء |
| ------- | ---------------- | --- | --- | ----- | ------- | ------ | ---- | ------ | --- | ------ | ---- | ---- | ---- |
| 2013–14 | بالونكيستو مالقا | 24  | 7   | 21.3  | .408    | .293   | .861 | 2.1    | 3.4 | .6     | .0   | 7.5  | 8.5  |
| 2014–15 | أونيكايا         | 23  | 8   | 25.6  | .404    | .316   | .760 | 2.7    | 4.2 | .9     | .3   | 10.2 | 12.1 |
| المسيرة |                  | 47  | 15  | 23.4  | .406    | .306   | .793 | 2.4    | 3.8 | .7     | .1   | 8.9  | 10.3 |

## روابط خارجية
- جيسون جرانجر على موقع الاتحاد الدولي لكرة السلة (الإنجليزية)
- جيسون جرانجر على موقع الدوري الأوروبي لكرة السلة (الإنجليزية)
- جيسون جرانجر على موقع سبورتس رفرنس (الإنجليزية)
- جيسون جرانجر على موقع الدوري الإسباني لكرة السلة (الإسبانية)
- جيسون جرانجر على موقع كرة السلة الأوروبية.كوم (الإنجليزية)
- جيسون جرانجر على موقع DraftExpress.com (الإنجليزية)
- جيسون جرانجر على موقع ريلجم (الإنجليزية)
- جيسون جرانجر على موقع بروبوليرز (الإنجليزية)
- جيسون جرانجر على موقع سبورتس رفرنس (الإنجليزية)